# Geleophysischer Kleinwuchs
Der Geleophysische Kleinwuchs (von altgriechisch γέλως gélōs „das Lachen“ und φύσις physis „die Form, Gestalt“)  ist eine sehr seltene angeborene Skelettdysplasie mit den Hauptmerkmalen Kleinwuchs, Gesichtsdysmorphie mit „gutgelauntem Ausdruck“ und Skelettveränderungen (Akromikrie) der  Hände und Füße.
Synonyme sind: Geleophysische Dysplasie; Geleophysischer Dwarfismus
Die Bezeichnung wurde von den Autoren einer Beschreibung aus dem Jahre 1971 durch Jürgen Spranger und Mitarbeiter vorgeschlagen.

## Verbreitung
Die Häufigkeit wird mit unter 1 zu 1.000.000 angegeben, bislang wurde über etwa 50 Betroffene berichtet. Die Vererbung erfolgt autosomal-dominant (Typ 2) oder rezessiv (Typ 1).

## Ursache
Je nach zugrunde liegender Mutation können folgende Typen unterschieden werden:
- Typ 1 mit Mutationen im ADAMTSL2-Gen auf Chromosom 9 Genort q34.2, welches für ein Glykoprotein (Disintegrin And Metalloproteinase with Thrombospondin repeats- like 2) kodiert.[5]
- Typ 2 mit Mutationen im FBN1-Gen auf Chromosom 15 Genort q21.1, welches für Fibrillin-1 kodiert.[6]

Eine weitere verursachende Mutation wurde im LTBP3-Gen nachgewiesen, das auch als Ursache für Brachyolmie und Amelogenesis imperfecta gilt.

## Klinische Erscheinungen
Klinische Kriterien sind:
- bereits bei Geburt erkennbare Akromikrie
- relativ proportionierter Kleinwuchs
- eingeschränkte Gelenkmotilität
- rundes, volles, faltenarmes Gesicht mit kurzer aufgestülpter Nase, leichte mongoloide Lidachse, flache Oberlippe, schmales Lippenrot, Gesichtsausdruck fröhlich wirkend
- feste, wenig verschiebliche Haut
- fortschreitende Insuffizienz der Herzklappen durch Einlagerungen wie bei Lysosomaler Speicherkrankheit, häufig zum frühen Ableben führend[8]
- rezidivierende Luftwegsinfekte
- Ohrentzündungen, Mittelohrschwerhörigkeit
- Hepatosplenomegalie
- Augenveränderungen[9]

## Diagnose
Im Röntgenbild finden sich verzögertes Knochenalter, verkürzte, aufgetriebenen Phalangen, Zapfenepiphysen, mitunter abgeflachte proximale Femurepiphysen.

## Differentialdiagnose
Abzugrenzen sind Weill-Marchesani-Syndrom und Akromikrische Dysplasie.

## Prognose
Die Beteiligungen des Herzens, der Atemwege einschließlich der Lunge führen bei etwa einem Drittel der Betroffenen in den ersten fünf Lebensjahren zum Tode beim Typ 1.

## Geschichte
Die Erstbeschreibung erfolgte im Jahre 1960 durch P.  W. Vanace, S. Friedman und B. M. Wagner.